# Mikojan-Gurevitj MiG-15
Mikojan-Gurevitj MiG-15 (russisk: Микоян и Гуревич МиГ-15) (NATO-rapporteringsnavn: Fagot) er et sovjetisk jagerfly. Det var det første succesfulde jetfly med bagudrettede vinger og det blev kendt under Koreakrigen, hvor det udmanøvrerede alle FN-styrkens fly på nær den amerikanske F-86 Sabre. 
MiG-15 er fremstillet helt af metal med pileformede vinger, som er monteret midt på flykroppen. Landingsstellet kan trækkes op i kroppen efter start. Under vingerne sidder der to pyloner til montering af raketter eller 100 eller 250 kg bomber.
Motoren er en kopi af Rolls-Royces Nene-turbojet, benævnt RD-45. Baseret på de tyske erfaringer fra 2. verdenskrig med bl.a. Messerschmitt Me 262, som viste, at det krævede en kraftig bevæbning på 20 mm at nedskyde tunge firmotors bombefly, bevæbnedes MiG-15 med en 37 mm- og to 23 mm-maskinkanoner. MiG-15 har mange ligheder med prototypen Messerschmitt Me P.1101, som aldrig kom ud at flyve under det Tredje Rige.
Første flyvning med prototypen skete i december 1947. Første leverance til det sovjetiske luftvåben skete i 1949, og allerede i 1952 fandtes flyet i de sovjetiske satellitstater og Nordkorea. MiG-15 viste sig hurtigt at være de amerikanske jagerfly overlegen i luftkamp i Korea, og først ved USA's udvikling af F-86 Sabre fik USA et jagerfly, der kunne matche MiG-15. 
USA var særdeles interesseret i at komme i besiddelse af en MiG-15 til nærmere undersøgelse af flyet og udlovede en dusør på 100.000$ og politisk asyl i USA til enhver, der kunne skaffe en MiG-15 til undersøgelse. Den første, der hoppede af, var den polske jagerpilot Franciszek Jarecki, der om morgenen den 5. marts 1953 fløj en MiG-15 fra Słupsk i Polen til Rønne Lufthavn på Bornholm. De danske myndigheder kontaktede amerikanske eksperter, der herefter gennemanalyserede flyet førend dette blev sendt retur til Polen nogle uger efter i overensstemmelse med internationale konventioner.
MiG-15 antages at være det mest producerede jetfly på verdensplan nogensinde med over 12.000 enheder bygget (med licensaftaler er dette tal muligvis så højt som 18.000). MiG-15 blev bygget på licens i Tjekkoslovakiet af Aero Vodochody som S-102 og S-103 og i Polen som Lim-1 og Lim-2, (to-sædede versioner SB Lim-1 og SB Lim-2).
De sidste MiG-15, nogle kinesiske kopier, blev taget ud af brug i Albaniens luftvåben i 2005, men der er stadig en del i brug som træningsfly rundt omkring i verden. De tosædede MiG-15UTI har NATO-rapporteringsnavnet Midget.
MiG-15 tjente senere som udgangspunkt for udviklingen af den mere avancerede MiG-17, som skulle bekæmpe de amerikanske fly over Vietnam i 1960'erne.
Den sovjetiske kosmonaut Jurij Gagarin omkom under træning i en tosædet MiG-15UTI.